# Tiermasjärvi
Tiermasjärvi är en sjö i Finland. Den ligger i kommunen Kuusamo i landskapet Norra Österbotten, i den nordöstra delen av landet, 700 km norr om huvudstaden Helsingfors. Tiermasjärvi ligger 249 meter över havet. Den ligger vid sjön Kallunkijärvi. Den är 21,89 meter djup. Arean är 92,5 hektar och strandlinjen är 4,63 kilometer lång. Sjön  ingår i Koundaälvens huvudavrinningsområde. 